# Медвежья (приток Сеймчана)
Медве́жья — река на Дальнем Востоке России, в Среднеканском районе Магаданской области, правый приток Сеймчана.
Длина реки Медвежьей — 54 км, площадь водосборного бассейна составляет 436 км².
Исток находится в юго-восточных отрогах хребта Черского, в горном массиве Большой Туоннах, на высоте более 1200 метров над уровнем моря В верховьях течёт на северо-восток по горной местности в узких межгорных ущельях. После впадения ручья Ледникового, рядом с которым перекинут деревянный мост, направление меняется на юго-восточное, а после впадения ручья Пруткова — течёт вновь на северо-восток. Впадает в Сеймчан в 64 км от его устья по правому берегу на высоте менее 338 м над уровнем моря. Ширина в нижнем течении — около 20 м при глубине 0,7 м. Населённых пунктов на реке нет.

## Основные притоки
- Левые: Ледниковый
- Правые: Озёрный, Прутков

## Данные водного реестра
По данным государственного водного реестра России и геоинформационной системы водохозяйственного районирования территории РФ, подготовленной Федеральным агентством водных ресурсов:
- Бассейновый округ — Анадыро-Колымский
- Речной бассейн — Колыма
- Речной подбассейн — Колыма до впадения Омолона
- Водохозяйственный участок — Колыма от впадения реки Сеймчан до водомерного поста ГМС Коркодон
- Код водного объекта — 19010100312119000018460